# ميركو إيفانشيتش
ميركو إيفانشيتش (بالكرواتية: Mirko Ivančić)‏ مواليد 5 يونيو 1960 في سبليت، يوغوسلافيا، هو مجدف كرواتي سابق، شارك في دورة الألعاب الأولمبية الصيفية عام 1984.

## روابط خارجية
- ميركو إيفانشيتش على موقع الاتحاد الدولي للتجديف (الإنجليزية)
- ميركو إيفانشيتش على موقع اللجنة الأولمبية الدولية (الإنجليزية)
- ميركو إيفانشيتش على موقع أوليمبيديا (الإنجليزية)